# I väntan på barbarerna
I väntan på barbarerna, engelsk originaltitel Waiting for the Barbarians, är en roman av den sydafrikanska författaren J. M. Coetzee, som fick nobelpriset i litteratur 2003. Romanen publicerades på engelska 1980, och på svenska 1982. Den vann James Tait Black Memorial Prize och Geoffrey Faber Memorial Prize för fiktion. Kompositören Philip Glass har gjort romanen till opera (Waiting for the Barbarians), med libretto av Christopher Hampton. Operan hade urpremiär i september 2004 i Erfurt, Tyskland.
Titeln kommer från dikten "I väntan på barbarerna" av den grekisk-egyptiske poeten Konstantinos Kavafis.

## Handling
Romanen utspelar sig i en liten gränsstad i det så kallade "Imperiet". Stadens borgmästare är bokens protagonist, och berättar romanen i första person.  Hans fredliga leverne får ett abrupt slut när ett undantagstillstånd deklareras. Imperiets speciella styrkor, den Tredje byrån, anländer till staden. Styrkorna leds av den elaka överste Joll. Syftet är att försvara sig mot barbarerna, som enligt ett rykte förbereder sig för att attackera imperiet. För att undersöka barbarerna genomför Joll och hans män en expedition i barbarernas land. De tillfångatar ett antal barbarer och för dem till staden. De torteras, och några av dem mördas. Därefter ger sig styrkorna tillbaka mot huvudstaden för att förbereda en större kampanj mot barbarerna.
Borgmästaren börjar emellertid ifrågasätta denna imperialism. Han tar personligen hand om en 'barbarisk' flicka som lämnades kvar. Tortyren har gjort henne till en delvis blind krympling. De inleder så småningom en sexuell relation, innan han bestämmer sig för att föra henne tillbaka till sitt folk. Efter en livsfarlig resa genom ödemarken lyckas han återföra henne. Innan de skiljs åt frågar han henne om hon vill stanna med honom, men får ett nej till svar. Tredje byrån har, när borgmästaren återvänder, kommit tillbaka. De arresterar honom för att ha övergett sin post och fraternisera med 'fienden'. Utan någon möjlighet till rättegång i krigstid fängslas borgmästaren i en källare på obestämd tid, och upplever för första gången en nästan total brist på grundläggande friheter. Till slut får han tag på en nyckel som han kan ta sig ut ur fängelset med, men finner att han inte har någonstans att fly. Därför använder han tiden utanför fängelset till att söka efter matbitar. 
Överste Joll återvänder därpå triumferande från ödemarken med flera barbariska fångar, som han torterar öppet. Folksamlingen uppmuntras att delta i tortyren, men borgmästaren störtar fram för att stoppa dem. Han underkuvas emellertid, och en grupp soldater fångar in honom. De hänger upp honom i armarna, vilket får honom att till fullo inse imperialismens våld. Soldaterna låter borgmästaren, vars mod har krossats, vandra omkring fritt i staden, eftersom de vet att han inte har någonstans att gå. Dessutom utgör han inte ett hot mot deras uppdrag. När vintern anländer och deras kampanj mot barbarerna misslyckas överger dock soldaterna staden. Borgmästaren försöker konfrontera Joll under den sista resan tillbaka från det vilda, men översten vägrar tala med honom. Joll flyr snabbt området tillsammans med de sista soldaterna. Även flera av invånarna flyr, eftersom de tror att barbarerna snart tänker invadera. Borgmästaren uppmuntrar de som stannar kvar att leva sina vanliga liv och förbereda sig för vintern. När den första snön lägger sig över staden har barbarerna ännu inte synts till.

## Upptagningar
Operan av Philip Glass är baserad på Coetzees bok, och med libretto av Christopher Hampton. Operan hade premiär den 10 september 2005 vid teatern i Erfurt, Tyskland. Guy Montavons regisserade. Borgmästarens roll gjordes av den brittiske barytonsångaren Richard Salter, överste Joll av amerikanske barytonsångaren Eugene Perry, som har varit med i flera av Glass operor, och den barbariska flickan av Elvira Soukop. Musikregissören på premiären var Dennis Russell Davies. Glass berättade för journalister och publiken vid en matiné att han ser skrämmande likheter mellan operans berättelse och Irakkriget: en militär kampanj, tortyrscener, rykten om hot mot Imperiets fred och säkerhet, men inga bevis. Austin Lyric Opera framförde den amerikanske premiären av Waiting for the Barbarians den 19 januari 2007, framförd av Richard Buckley och under Guy Montavons regi, samt Richard Salter och Eugene Perry som borgmästaren och överste Joll, och mezzo-sopranen Adriana Zabala som barbarflickan.